# Muzeum Archeologii Podwodnej i Rybołówstwa Bałtyckiego w Łebie
Ten artykuł dotyczy przyszłego wydarzenia. Informacje w nim zawarte mogą się zmienić wraz z pojawieniem się nowych faktów, a początkowe doniesienia mogą być niepewne. Ostatnie aktualizacje tego artykułu mogą nie odzwierciedlać najbardziej aktualnych informacji.

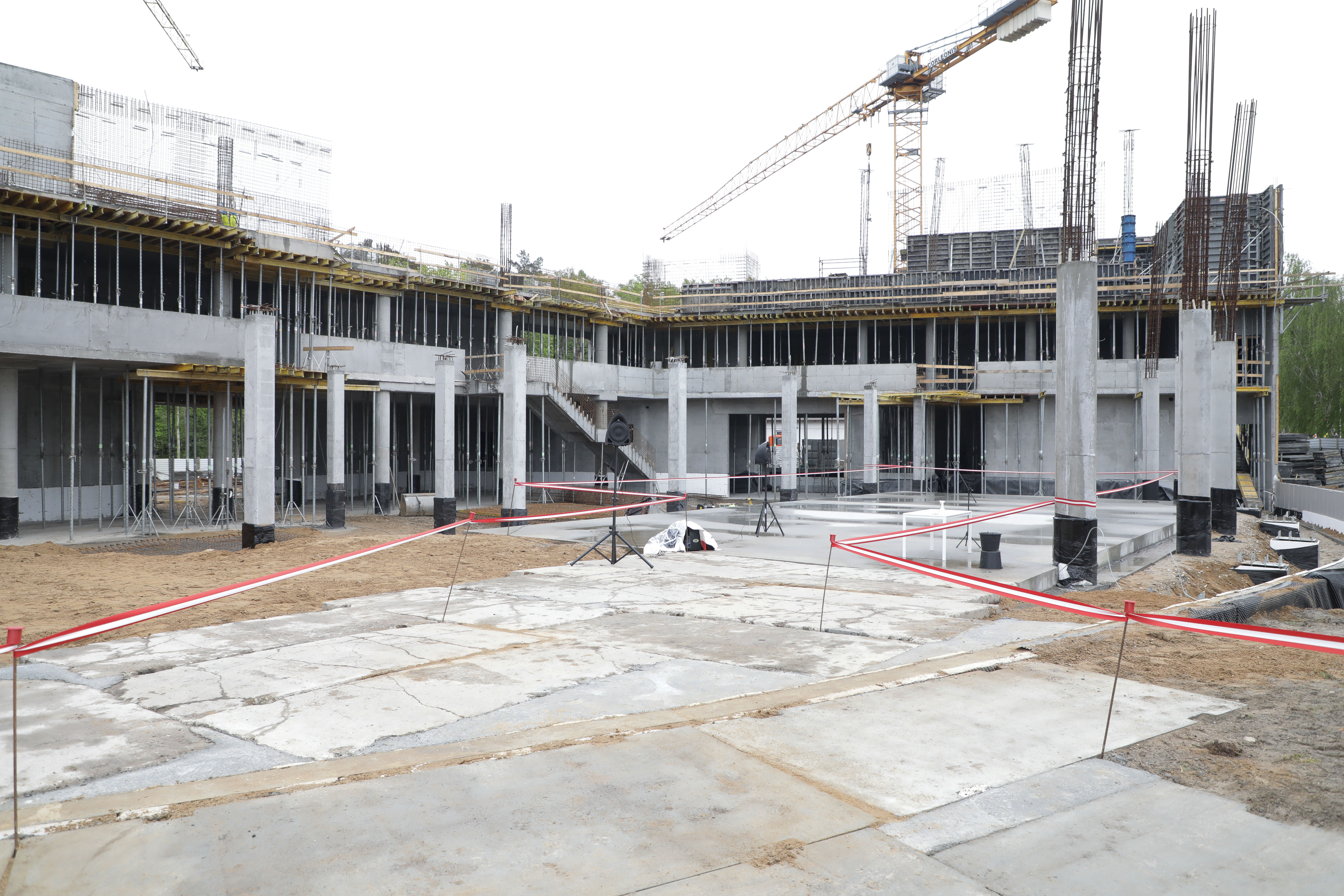
Budowa siedziby muzeum, maj 2021

Muzeum Archeologii Podwodnej i Rybołówstwa Bałtyckiego – znajdujący się od października 2020 w budowie w Łebie (województwo pomorskie) dziesiąty oddział Narodowego Muzeum Morskiego w Gdańsku. Muzeum będzie położone w pobliżu ujścia rzeki Łeby do Morza Bałtyckiego, obok promenady i kanału portowego.

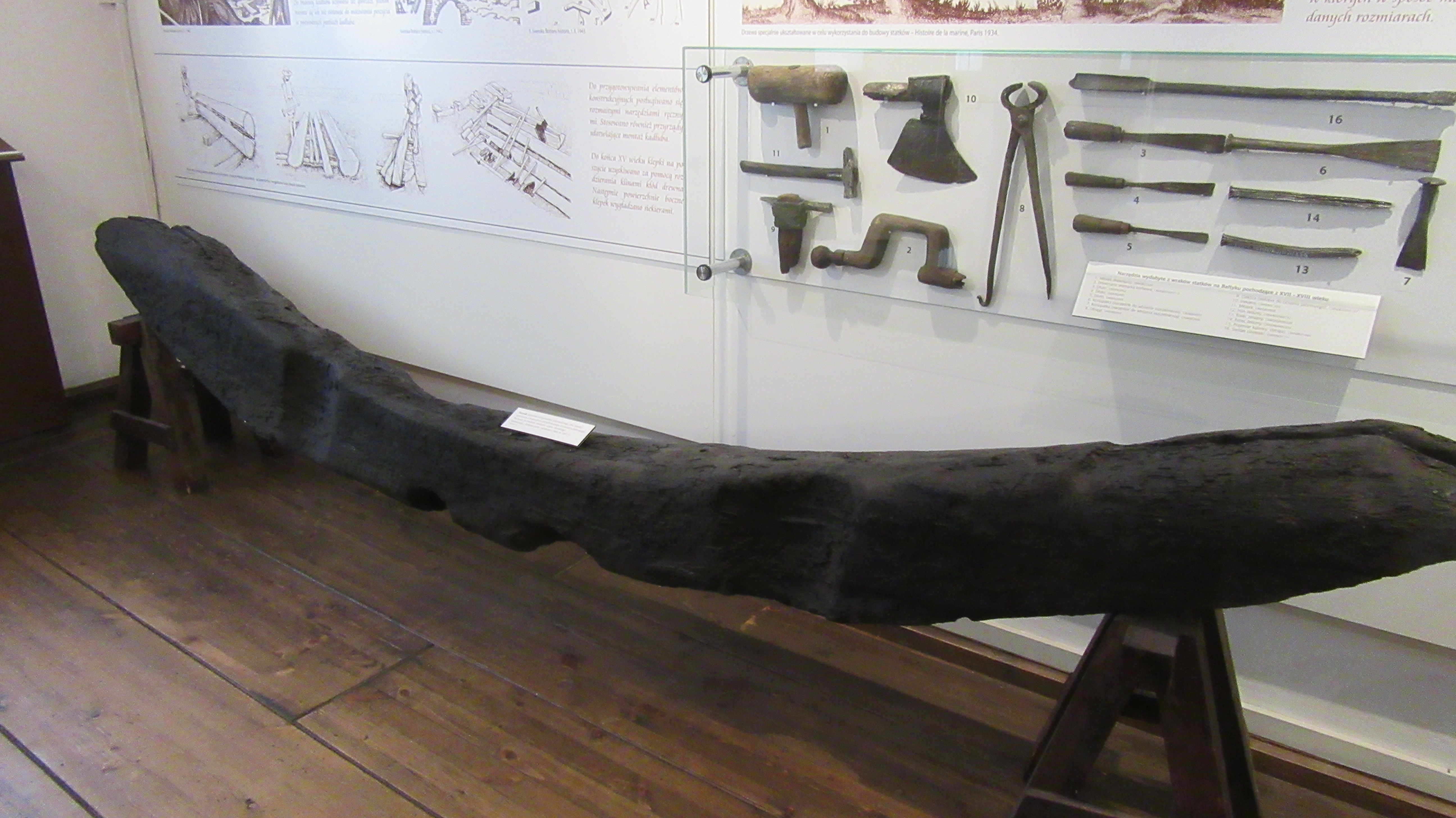
Eksponat Narodowego Muzeum Morskiego w Gdańsku: obiekt wydobyty w trakcie archeologicznych badań podwodnych

Muzeum jest jedną z 94 inwestycji muzealnych realizowanych przez Ministra Kultury i Dziedzictwa Narodowego w ramach „sieci nowoczesnych muzeów”, finansowanej ze środków ministra. Planowany koszt wyniesie około 40 milionów złotych.
Gmach muzeum będzie miał nowoczesną i dynamiczną formę. Będą w nim zastosowane ekologiczne rozwiązania, maksymalnie ograniczające zapotrzebowanie na nieodnawialną energię pierwotną. Sale wystawowe będą miały powierzchnię ponad sześciu tysięcy m². Według ministerstwa: „Kształt i nachylenie frontowej falującej fasady pokrytej giętymi drewnianymi listwami oraz pionowo rozpięte liny nadadzą obiektowi żeglarski charakter i nawiążą do wyrzuconego na brzeg konaru, kadłuba statku, morskich fal czy nadmorskich wydm”.
Ekspozycja będzie się skupiać głównie na chronologiczno-tematycznym przedstawieniu wszystkich aspektów archeologicznych badań podwodnych prowadzonych przez Narodowe Muzeum Morskie w Gdańsku (w tym obiektów wydobytych w czasie badań) oraz zaprezentowaniu szeroko pojętych zagadnień z dziedziny rybołówstwa bałtyckiego (fauny i flory Bałtyku, rybaków i ich kultury, portów rybackich oraz ratownictwa morskiego).